# دار بن عياد

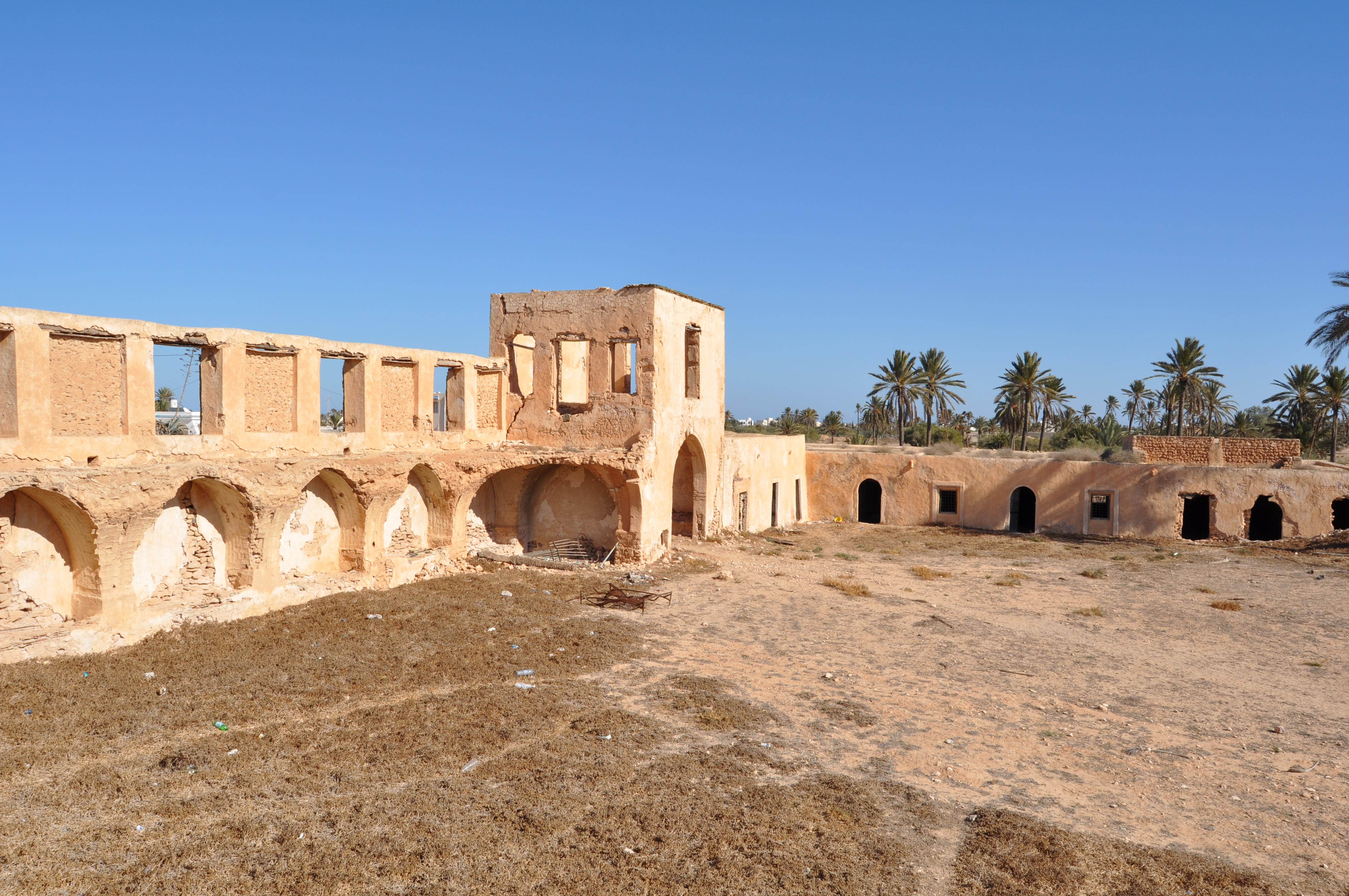
قصر بن عياد

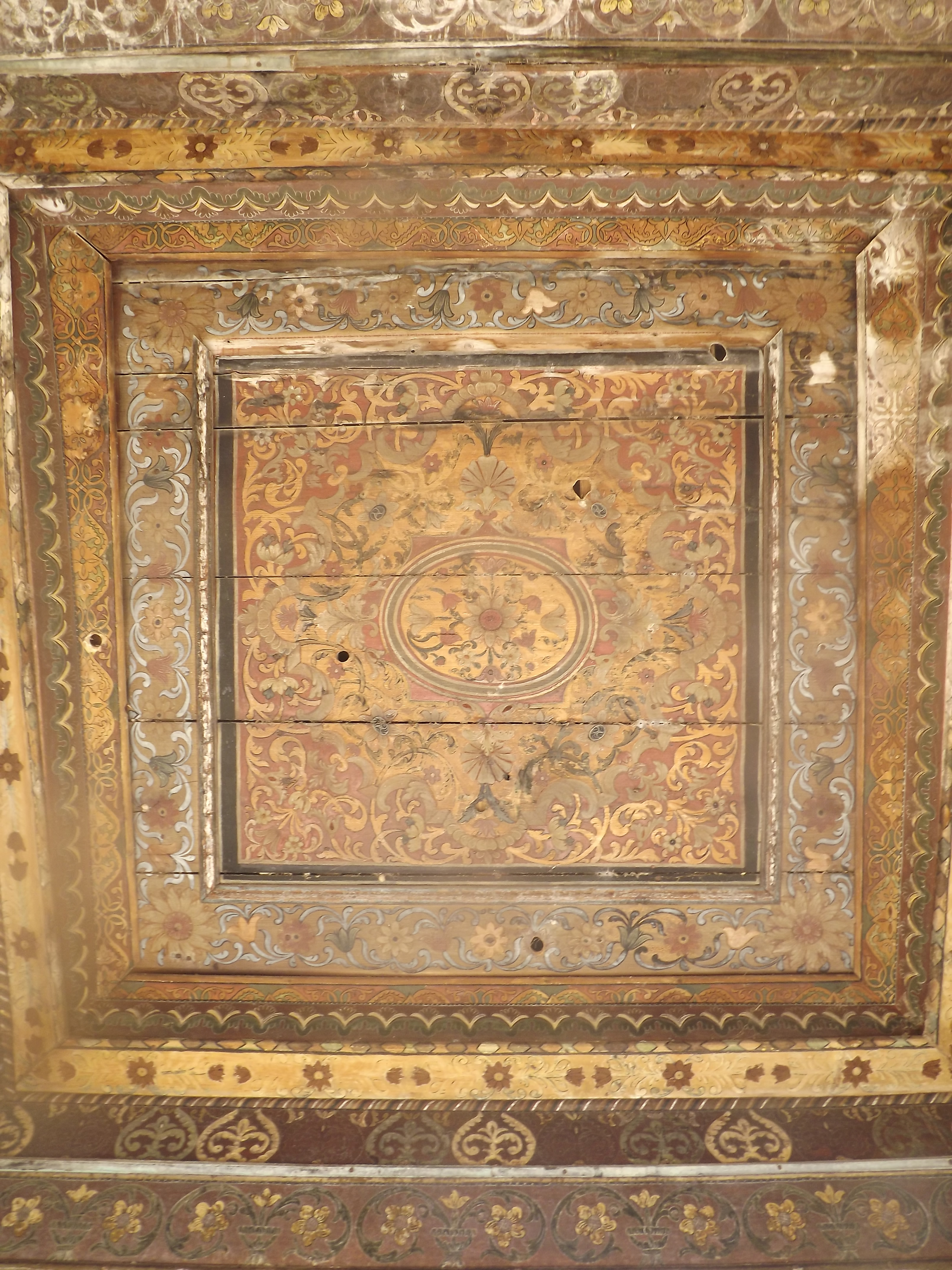
قصر بن عباد من الداخل

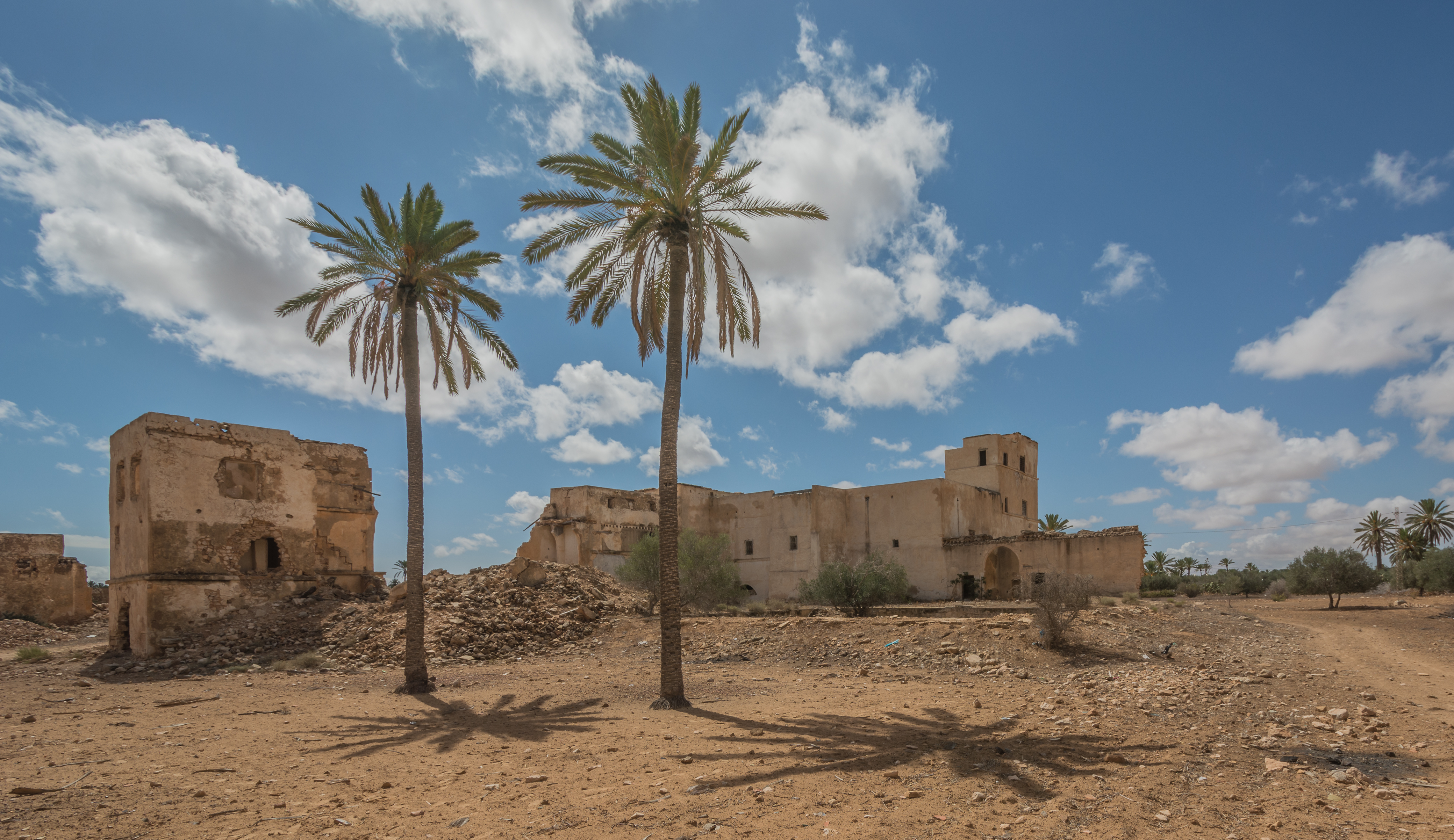
دار بن عياد

دار بن عياد، هي أحد معالم المدينة العتيقة بتونس. أنشأت الدار في أواخر القرن الثامن عشر على يد القائد رجب بن عياد .

## التاريخ
يعود تأسيس القصر إلى نهاية القرن الثامن عشر على يد القائد رجب بن عياد .إلا أن المبنى شهد كذلك توسيعات وتحسينات على يد العديد من أفراد العائلة بعده , ومنهم نذكر أخاه القائد حميدة بن عياد ,القائد والسفير محمد بن عياد , ثم القائد عبد الرحمان بن عياد بفضل مساعدة شاكير صاحب الطابع ,الوزير الرئيسي في عهد حسين باي بن محمد
اشترى القصر فيما بعد الجنرال رشيد بن عبد الله الحنفي و بقي ملكا له حتى سنة 1867 ,تاريخ إعدام هذا الأخير على يد صادق باي .

## الموقع
يوجد القصر قرب تربة الباي بنهج بن عياد بباب الجديد بالمدينة العتيقة بتونس .

## الهندسة
للمبنى التركيبة التقليدية للقصور بالمدينة العتيقة بتونس.
ففبه دريبة, سقيفة ,مخازن للعولة و أجنحة سكنية .إلا أنه يتميز كذلك بوجود حدائق بداخله و جمعه بين النمطين التقليدي و الغربي في ديكوره
- القسم الأول : مخازن ضخمة, معصرة, دريبة, قاعات استقبال مفصولة بفناء فسيح وطابق لصاحب البيت أو سرايا
- القسم الثاني: لوجيا فاخرة, حديقة, قاعة راحة أو كشك جناح , إقامة مترف ,إضافة إلى اثنين آخرين أقل منه ترفا
- القسم الثالث:إقامة صاحب الدار ,اسطبلات وطابق للضيوف
- القسم الرابع:طابقان سفلي وعلوي , مخازن و أجنحة إقامة أخرى[3]